# روبرت باكلي
روبرت باكلي (بالإنجليزية: Robert Buckley)‏ مواليد 2 مايو 1981 في ويست كوفينا، الولايات المتحدة، هو ممثل أمريكي بدأ مسيرته الفنية عام 2006.

## الأعمال
- شبح هامس
- تل الشجرة الواحدة

## وصلات خارجية
- روبرت باكلي على موقع IMDb (الإنجليزية)
- روبرت باكلي على موقع روتن توميتوز (الإنجليزية)
- روبرت باكلي على موقع ألو سيني (الفرنسية)
- روبرت باكلي على موقع أول موفي (الإنجليزية)
- روبرت باكلي على موقع كينوبويسك (الروسية)